# لامبورگینی مارزال
لامبورگینی مارزال (به انگلیسی: Lamborghini Marzal) یک خودروی مفهومی است که نخستین بار توسط لامبورگینی در نمایشگاه خودروی ژنو در سال ۱۹۶۷ ارائه شد.

## تاریخچه

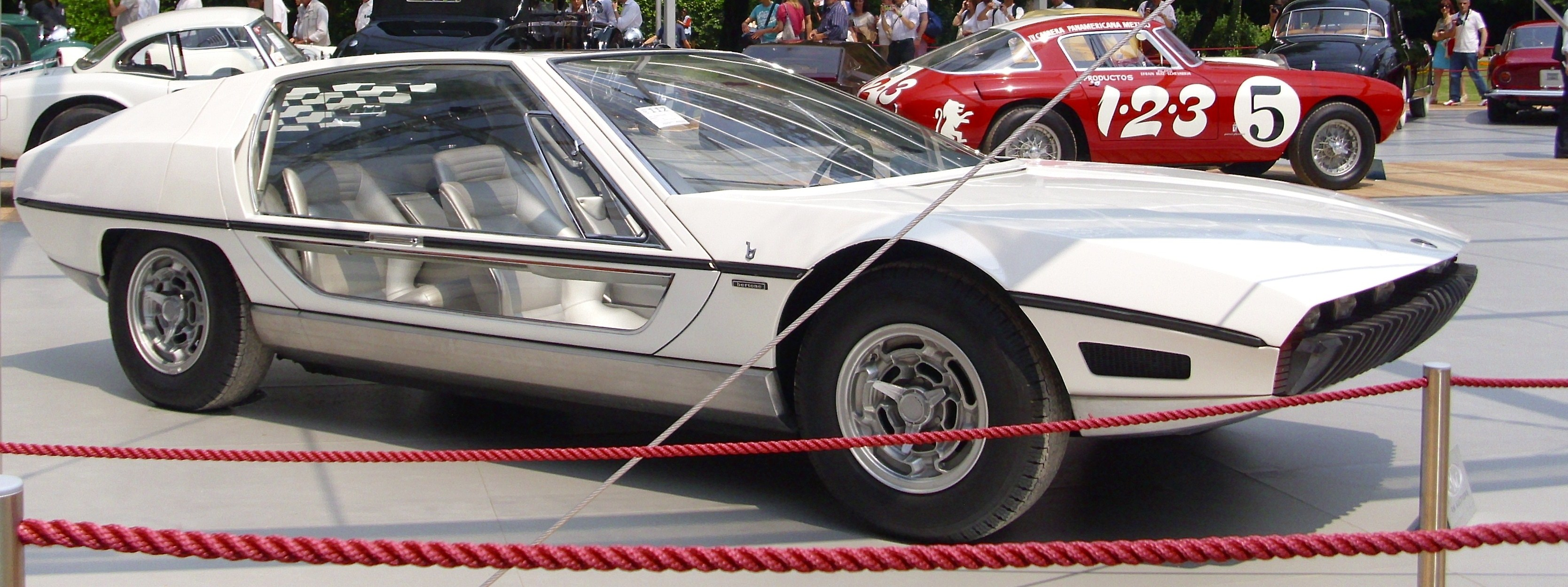
نمای کناری مارزل

این خودرو که توسط مارچلو گاندینی از برتونه طراحی شده بود، برای تأمین یک خودروی چهار نفره واقعی برای فروچیو لامبورگینی برای خط تولید خود ساخته شد که قبلاً شامل ۴۰۰جی‌تی ۲+۲ و میورا بود. آقای لامبورگینی در ابتدا ایجاد مارزال را به‌عنوان یک مدل تبلیغاتی می‌نگریست تا یک مدل تولید، و اظهار داشت:
«مارزال به‌عنوان یک خودروی تولیدی توسعه نیافته‌است. اگر خودرویی مانند مارزال را در نمایشگاه‌های اتومبیل مانند ژنو، تورین و فرانکفورت ارائه کنید، همه مجلات در صفحه نخست در مورد آن گزارش می‌دهند. شما ترجیح می‌دهید ۱۰۰ میلیون لیره برای ساخت هزینه کنید. چنین خودرویی که هنوز هم کم‌هزینه‌تر از پرداخت هزینه تبلیغات است. این هزینه تقریباً یک میلیارد لیره خواهد بود؛ بنابراین در هر صورت ساخت چنین خودروی دور ریختنی جبران می‌شود.»— فروچیو لامبورگینی
مارزال یک بار باقی ماند، اگرچه شکل کلی و بسیاری از ایده‌ها بعداً در لامبورگینی اسپادا مورد استفاده قرار گرفت.
استایل مارزال در زمان معرفی آن رادیکال بود، به‌طوری که مجله رود اند ترک آن را «طراحی برتونه آنقدر تازه که همه چیز قدیمی به نظر می‌رسد.» نامیده‌است. این خودرو با درهای لعابدار بال مرغ دریایی و یک موتیف شش ضلعی قوی در سرتاسر، از جمله در پنجره عقب، تزئینات داخلی و چرخ‌های منحصر به فرد منیزیم کامپانیولو متمایز بود. دیگر عناصر طراحی نوآورانه شامل روکش داخلی نقره‌ای و ۶ چراغ جلو باریک SEV Marchal در دماغه نازک گوه‌ای شکل بود.
چندین شرکت، از جمله Dinky Toys و مچ‌باکس، مدل‌های دایکاست را بر پایه مارزال ساختند. بسیاری از آنها در رنگ‌های دیگری مانند نارنجی بودند، علی‌رغم اینکه ماشین نمایش اصلی نقره‌ای رنگ شده بود.
مارزال برای نخستین بار در یک رویداد عمومی در جایزه بزرگ موناکو ۱۹۶۷ ظاهر شد، زمانی که شاهزاده رینیر سوم، همراه با همسرش، پرنسس گریس، ماشین را در دامان رژه سنتی خود قبل از شروع مسابقه رانندگی کرد. این خودرو برای دومین بار در نمایشگاه ۱۹۹۶ مسابقات ایتالیایی در مونتری، کالیفرنیا به افتخار کاروزریا برتونه ظاهر شد. لامبورگینی آتون نیز در این زمان به نمایش گذاشته شد. این خودرو توسط شاهزاده آلبرت دوم در مراسم افتتاحیه جایزه بزرگ تاریخی موناکو در سال ۲۰۱۸ رانندگی شد.
مارزال برای مدت طولانی در موزه مطالعات طراحی برتونه قرار داشت. در حراج RM Sotheby's Villa d'Este در ۲۱ مه ۲۰۱۱ به قیمت ۱٬۵۱۲٬۰۰۰ یورو با احتساب حق بیمه خریدار فروخته شد.

## مشخصات فنی

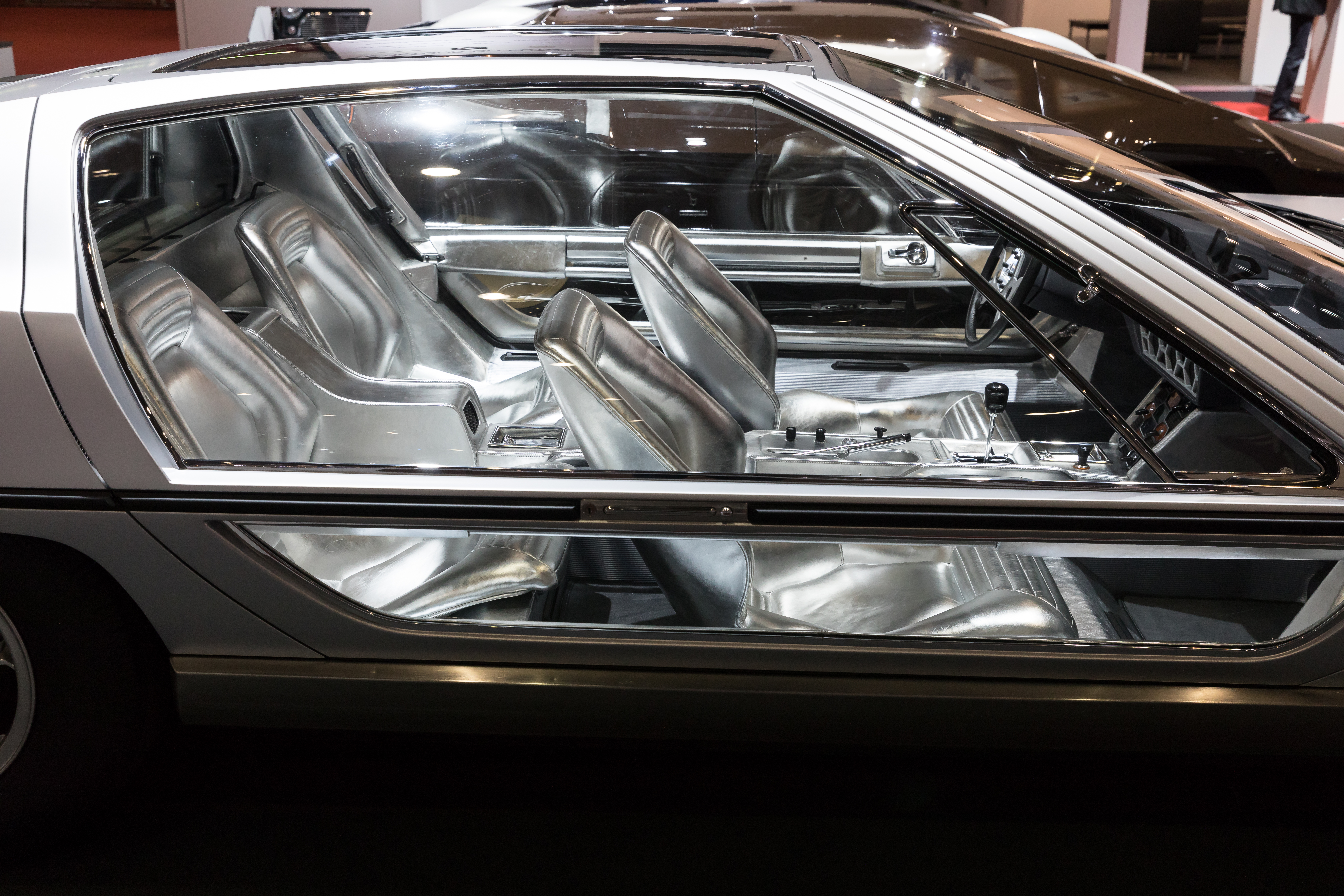
داخل مارزال

مارزال از یک موتور ۴٫۰ لیتری شش سیلندر خطی استفاده می‌کرد که ۱۷۵ اسب بخار ترمز (۱۳۰ کیلووات) موتور ادعا می‌کرد. در ۶٬۸۰۰ دور در دقیقه و حداکثر گشتاور ۱۸٫۲ کیلوگرم متر (۱۳۲ پوند-فوت) در ۴٬۶۰۰ دور در دقیقه. حداکثر سرعت ۱۱۸ مایل بر ساعت (۱۹۰ کیلومتر بر ساعت) تخمین زده شد. این موتور توسط جیامپائولو دالارا طراحی شده‌است و یک نسخه تقسیم شده از ۴٫۰ لیتری لامبورگینی V12 بود که به یک جعبه‌دنده ۵ سرعته متصل شده بود. این خودرو مجهز به سه کاربراتور وبر 40 DCOE بود که ورودی‌های هوا مستقیماً در پشت سر سرنشینان عقب قرار داشت. موتور به صورت عرضی در عقب خودرو و کاملاً پشت محور عقب نصب شده بود. جعبه‌دنده از میورا بود، با نسبت محرک نهایی بالاتر ۵٫۳۰ برای بهبود شتاب.
شاسی مارزال بر پایه شاسی تولیدی میورا ساخته شده‌است که ۱۲۰ میلیمتر (۴٫۷ اینچ) گسترش یافته‌است. و سفت شد. فاصله بین دو محور به‌دست آمده ۲٬۶۲۰ میلیمتر (۱۰۳ اینچ) بود. کاپوت جلو از آلومینیوم ساخته شده و بدنه بدون لعاب باقی مانده از فولاد ساخته شده‌است. وزن ناخالص ۲٬۶۹۰ پوند (۱٬۲۲۰ کیلوگرم) بود. روزنامه‌نگار LJK Setright هنگام بازدید از برتونه در بهار ۱۹۶۷ مشاهده کرد که «پنج بلوک فلزی بزرگ و یک سندان نسبتاً کوچک» در قسمت جلوی مارزال قرار داده شده بود تا ارتفاع سواری را از جلو به عقب تراز کند. درازای کلی ۴٬۴۵۰ میلیمتر (۱۷۵ اینچ) بود، پهنا ۱٬۷۰۰ میلیمتر (۶۷ اینچ) و بلندی ۱٬۱۰۰ میلیمتر (۴۳ اینچ).
سامانه تعلیق، فرمان و ترمزهای مورد استفاده در مارزال همگی از میورا تولیدی گرفته شده‌اند. به‌دلیل طراحی بدنه، حرکت سیستم تعلیق در مقایسه با میورا محدود بود. برتونه چرخ‌های منحصر به فرد با قطر ۱۴ در ۶٫۵ اینچ عرض منیزیم مرکزی قفل، ساخته شده توسط کمپاگنولو را طراحی کرد. اینها از نظر ساخت شبیه به موارد استفاده شده در میورا و اسپادا بودند، اما از نظر بصری منحصر به فرد بودند، با دو ردیف مجرای هوا تقریباً شش ضلعی. تایرهای پیرلی سینتوراتو HS در سایز ۲۰۵–۱۴ تعبیه شد.
در مجموع ۴٫۵ متر مربع (۴۸ فوت مربع) از پوشش‌های شیشه‌ای در مارزال استفاده شد که همه توسط گلاوربل تهیه شده‌است. این شرکت قبلاً شیشه‌های بکار رفته در آلفارومئو کارابو و شیشه عقب میورا را به برتونه ارائه کرده بود. یک سیستم تهویه مطبوع به منظور مقابله با دمای بالای محفظه سرنشینان نصب شد.